# 黄头黑鹂
黄头黑鹂（学名：Xanthocephalus xanthocephalus）是雀形目拟鹂科的一种鸟类，属于单型的黄头黑鹂属（学名：Xanthocephalus）。
黄头黑鹂体重约62.68克，翼长约12.94厘米，喙宽度约6.6毫米，喙厚度约9.1毫米，嘴峰长约22.5毫米，跗蹠长约32.9毫米，尾长约10.19厘米。
黄头黑鹂具有部分的迁徙性，栖息在湖泊、沼泽等湿地环境，它们是植食性动物，主要以植物的种子或坚果为食。它们分布在加拿大南部到美国南部；冬季迁徙岛墨西哥中部越冬。